# Морфо киприда
Морфо киприда (лат. Morpho cypris) — бабочка из семейства Nymphalidae. 

## Этимология
Название бабочки связано с именем древнегреческой богини Афродиты. Считается, что Афродита возникла обнаженной из воздушной морской раковины вблизи Кипра — отсюда прозвище «Киприда» — и на раковине добралась до берега.

## Описание
Размах крыльев 100—150 мм. Выражен половой диморфизм. Самки крупнее самцов. Окраска самца ярко-синяя, с белыми перевязями и пятнами на крыльях. Самка — жёлто-коричневая, с тёмными пятнами. Однако известна и голубая форма самки, у которой по центру крыльев под яркой голубизной просматривается розоватая широкая перевязь.
Описано шесть подвидов киприды, которые различаются между собой главным образом шириной светлой перевязи. Самец киприды считается одним из самых ярких представителей данного семейства. В зависимости от угла зрения голубые крылья отливают то золотисто-зелёного, то глубокого фиолетового тона

## Размножение
Самка откладывает яйца на кормовые растения единично. Время от времени возвращается к прежнему растению, в итоге на одном растении оказывается несколько яиц. Гусеницы выделяют из железы, расположенной в верхней части груди, прозрачную жидкость, которой смазывают волоски на голове. Возможно, запах этой жидкости сигнализирует другим гусеницам, что на растении уже имеются другие гусеницы.

## Ареал
Панама, Коста-Рика, Никарагуа, Колумбия, Эквадор, Колумбия — во влажных лесах на высоте около 800 м.—1000 м. над уровнем моря.

## Подвиды
- Morpho cypris cypris — Колумбия,
- Morpho cypris bugaba — Панама, Коста-Рика
- Morpho cypris chrysonicus — Эквадор, Колумбия,
- Morpho cypris aphrodite — Никарагуа

## Кормовое растение гусениц
Кормовым растением гусениц является Inga marginata (Mimosaceae).